# Norma de Construcción Sismorresistente

Mapa de peligrosidad sísmica de España.

La  Norma de Construcción Sismorresistente es la normativa que regula la construcción de estructuras sismorresistentes en España. Se publica en dos partes, General y edificación (NCSE), y Puentes (NCSP). Es elaborada por la Comisión Permante de Normas Sismorresistentes (CPNS).

## NCSE y NCSP
Cada una de las partes se publica por separado, y se denomina por su sigla y por su año publicación. Las actualmente aplicables son la NCSE-02 y la NCSP-07.

## NCSE-02
La NCSE-02 fue publicada en el BOE el 11 de octubre de 2002, cuando derogó a la NCSE-94. Propone un método de cálculo basado en la resistencia, por lo que sus comprobaciones sólo son válidas en estado límite último. Esto implica que la norma trata solamente de la estabilidad de la estructura, ignorando los daños que se puedan producir en el resto de materiales y elementos del edificio. Un edificio que resiste a un seísmo según NCSE puede perder todos sus muros, instalaciones y demás elementos, siempre y cuando su estructura permanezca en pie.

### Ámbito de aplicación
En el caso de edificios la normativa se aplica según la importancia del edificio. Son considerados edificios de importancia especial diferentes tipos como hospitales, parques de bomberos, comunicaciones, transportes, o grandes centros comerciales. En el caso de los edificios de importancia normal, la norma es obligatoria en zonas con una aceleración sísmica superior o igual a 0,08g, lo que sucede en las provincias de Huelva, Málaga, Granada, parte de Jaén, Almería, Región de Murcia, Alicante, Lérida y parte norte de Huesca. En el caso de construcciones de importancia especial, el ámbito se extiende a las zonas con una aceleración sísmica igual o superior a 0,04g, lo que sucede en Andalucía, Región de Murcia, sur de la Comunidad Valenciana, costa y Pirineo de Cataluña, norte de Aragón, norte de Navarra, este del País Vasco, este de Galicia y pequeñas zonas limítrofes de Albacete y Badajoz.

### Organización
La normativa se organiza de la siguiente manera:
- Capítulo 1: Generalidades.

Define cómo y cuando aplicar la normativa. Es de obligatoria aplicación cuando la aceleración básica es superior a 0.08g, lo que se da en Huelva, Málaga, Granada, Almería, Murcia, Alicante y pequeñas zonas de los Pirineos. En edificios desfavorables al sismo es necesario calcular con aceleración básica superior a 0.04g, lo que además de lo anterior incluye zonas de Lugo, Orense, Badajoz, Navarra, Huesca, Lérida, Barcelona, Tarragona, Valencia y casi toda Andalucía. En España el punto de mayor peligrosidad sísmica se da cerca de Santa Fe (Granada), con una aceleración básica de 0.24g (siendo g la aceleración de la gravedad).
- Capítulo 2: Información Sísmica.

Define qué tipo de sismo ha de resistir la estructura. Parte de una aceleración básica, que es la aceleración horizontal característica que se prevé en la zona del edificio en un periodo de retorno de 500 años. Esto no quiere decir que se espere un sismo de ese tipo cada 500 años, sino que la posibilidad de que ocurra en un año es de 1/500, lo que son conceptos muy diferentes. Esta aceleración se pondera según el tipo de terreno, la importancia de la construcción, y la respuesta elástica del edificio, para obtener una aceleración de cálculo que es la que se utilizará en la siguiente fase.
- Capítulo 3: Cálculo.

Se propone el método de cálculo de la resistencia de la estructura. En este cálculo tiene una gran importancia la ductilidad de la estructura, ya que una estructura dúctil es capaz de mantener su forma después de agotarse, por lo que su fallo es menos crítico. La norma permite que las estructuras de alta ductilidad sean 4 veces menos resistentes que las estructuras frágiles.
El cálculo se realiza a partir de las características geométricas, los materiales y la configuración de la estructura del modelo se construyen las matrices de masa, amortiguación y rigidez de acuerdo a las convenciones habituales del análisis dinámico. A partir de esas matrices se puede determinar gracias al análisis modal espectral las frecuencias propias de la estructura y sus modos propios. El movimiento oscilatorio de la estructura se representa de hecho como un movimiento armónico compuesto, que en general no será periódico.
- Capítulo 4: Reglas de proyecto y prescripciones constructivas.

Define cómo diseñar y ejecutar la estructura para hacerla más resistente al sismo, en especial para hacer la estructura dúctil. Muchas de las indicaciones son para estructuras de hormigón armado, ya que el hormigón puede ser un material muy dúctil o muy frágil según el diseño y los detalles constructivos utilizados.
Se espera la convergencia de la NCSE hacia los criterios del Eurocódigo 8.

## NCSP-07
La NCSP se publicó en el BOE el 2 de junio de 2007. No existe NCSP anterior, ya que esta parte pertenecía a la instrucción de acciones.